# Unterengstringen
Unterengstringen é uma comuna da Suíça, no Cantão Zurique, com cerca de 2.831 habitantes. Estende-se por uma área de 3,32 km², de densidade populacional de 853 hab/km². Confina com as seguintes comunas: Dietikon, Oberengstringen, Regensdorf, Schlieren, Weiningen.
A língua oficial nesta comuna é o Alemão.